# Digital signage

Digital Signage в магазині одягу в Києві

Digital signage (термін не має однозначного перекладу) — це форма зовнішньої реклами, в якій контент та повідомлення відображаються на електронних екранах з метою донесення цільового повідомлення у певне місце та певний час. Digital signage пропонує краще повернення інвестицій в порівнянні з традиційними засобами реклами. Елементами digital signage можуть бути рідкокристалічні чи плазмові панелі, електронні білборди, проєкційні чи інші типи екранів, що можуть контролюватись комп'ютером чи іншим приладом, дозволяючи користувачу чи групам користувачів віддалено змінювати та контролювати контент (зазвичай через Інтернет).

## Контент в digital signage
Контент, що відображається на екранах, може варіюватись від простого тексту та статичних зображень до відео, зі звуком або без. Деякі оператори digital signage мереж, особливо в роздрібній торгівлі, розглядають свої мережі як порівняні до телевізійних каналів, показуючи рекламу в перервах між розважальним та інформаційним контентом.
Цілі використання digital signage:
1. Інформація — розклад руху потягів чи інформація про польоти тощо
2. Реклама в точці продажу — промо-акції в магазинах тощо
3. Стороння реклама — продаж digital signage мережами ресторанів рекламного часу місцевим або національним рекламодавцям тощо
4. Комфорт клієнтів — екрани в зонах очікування ресторанів для зменшення сприйнятого часу очікування, або показ рецептів у продуктових магазинах тощо
5. Вплив на поведінку клієнтів — digital signage система, що направляє клієнтів в різні частини супермаркету тощо

Розклад та відображення контенту може контролюватись у декілька способів, починаючи від простих локальних медіа плеєрів, що можуть відображати просту послідовність відеофайлів, до складних мереж, що контролюють багато територіально розділених дисплеїв з одного місця.

## Перспективи digital signage

Digital signage разом з традиційними промо-матеріалами в аеропорті «Скіпхол» (Амстердам)

Швидке зниження цін на плазмові та рідкокристалічні панелі та доступність широких Інтернет-каналів призвело до популярності digital signage, і екрани тепер можна побачити в таких різноманітних місцях, як магазини, вокзали, лікарні та навіть заправні станції.
Digital signage в широкому розумінні використовувалось десятки років тому у вигляді LED стікерів та LED відео стін. Хоча тільки нещодавно це стало одним з основних рекламних засобів.
Головними факторами, що стримували розвиток, були:
1. Невизначене повернення інвестицій — ціна розгортання digital signage може бути дуже високою. Наприклад, ціна встановлення одного екрану у кожному закладі великої мережі швидкого харчування може сягати мільйонів доларів. Будь-яка інвестиція такого масштабу перед затвердженням повинна бути підкріплена чітким планом повернення інвестицій.
2. Непідтверджена рекламна ефективність — як Інтернет на початку 90-x digital signage ще широко не сприймається як ефективний рекламний простір в порівнянні з традиційними засобами (ТБ, радіо тощо).
3. Нестача надійних технологій — більшість технологій, що використовуються досі, призначені для персонального використання, і не в змозі працювати в режимі 24×7×365, що необхідно для професійних digital signage систем. Часто при навантаженні дані системи виходять з ладу, викликаючи суперечки між рекламодавцем та оператором digital signage мереж.

На сьогоднішні день подолано більшість цих проблем:
1. Вивчення повернення інвестицій показало, що digital signage ефективно впливає на відгук та збереження показаної клієнту інформації[2], особливо враховуючи тенденцію до зниження ціни на рідкокристалічні, плазмові панелі та пристрої відтворення.
2. Зовнішня реклама набирає обертів — рекламні кошти поступово переміщуються із традиційних медіа (ТБ і радіо) в зовнішню рекламу, що сприяє росту цього сегменту, що включає в себе digital signage. Хоча, рекламні агенції все ще досить мляво досліджують потенціал ТБ поза домівкою.
3. Розробка відповідних платформ — розроблені нові технології, з підвищеною надійністю у порівнянні з технологіями для персонального використання. Як професійні системи для телевізійної трансляції, нові технології дозволяють розповсюджувати контент по всьому світу і стабільного його відтворювати протягом тривалого часу.